# Цьох, Иосиф Терентьевич
Иосиф Терентьевич Цьох (укр. Йосип Терентійович Цьох, 1 ноября 1916, с. Вернигородок (ныне Казатинского района, Винницкой области Украины) — 21 июня 1991, Львов) — украинский советский историк, журналист, педагог, профессор, доктор исторических наук, заслуженный работник высшей школы Украинской ССР.

## Биография
Родился в многодетной крестьянской семье. Окончил педагогический институт в Виннице. Учительствовал в селах области.
В 1938 году 22-летнему юноше предложили занять должность главного редактора Казатинской районной газеты «Коллективная работа» (укр. «Колективна праця»). В июле 1941 вместе с промышленными предприятиями был эвакуирован сначала в Краснодарский край, а затем в Узбекистан, в г. Каган близ Бухары. Работал там в школе, затем на хозяйственной и партийной работе.
После освобождения района от фашистов вернулся на родину. С января 1944 стал редактировать местную районную газету. Позже работал журналистом, корреспондентом по Черниговской и Кировоградской областям украинской республиканской газеты «Колхозник Украины» (укр. «Колгоспник України»).
В 1950 окончил Высшую партийную школу при ЦК КП Украины и получил назначение на должность заместителя главного редактора львовской газеты «Свободный труд» (укр. «Вільна праця»), впоследствии стал директором областного книжно-журнального издательства «Вільна Україна». Одновременно с 1954 занимался преподавательской деятельностью во Львовском государственном университете им. И. Франко. В 1959 защитил кандидатскую диссертацию, а через 8 лет — докторскую, стал профессором.
В университете прошел путь от преподавателя до заведующего кафедрой журналистики (позже кафедры истории журналистики) и декана журналистского факультета. Избирался секретарëм партийного комитета университета.
Иосиф Цьох был одним из тех, кто закладывал основы факультета журналистики львовского университета.
Умер во Львове. Похоронен на Лычаковском кладбище.

## Научная и творческая деятельность
Наряду с педагогической деятельностью — печатался в прессе, писал книги.
Научным интересом И. Т. Цьоха была история советской партийной прессы. В его творческом наследии — десятки монографий, более пятисот научных работ, немало книг.

## Избранная библиография
- Коммунистическая пресса Западной Украины (Роль печатной пропаганды в идеологической деятельности КПЗУ). 1919—1939 гг (монография, 1966)
- Подвиг Адама Коцка
- Возникновение советской прессы на Украине. (1972)
- Глашатай воссоединения. (1973)
- Юрий Мельничук: Литературный портрет. (1980)
- Очерк розвитку правових досліджень в Українській РСР. 1984
- Шарварок в екзилі 1986. (В этой книге памфлетов и статей высмеивается идеология украинского буржуазного национализма, а также антисоветская деятельность «униатской» церкви.)
- Партийно-советская пресса Украины в период укрепления и развития социалистического общества и усиления обороноспособности страны (1937 — июнь 1941 гг.) (1987)
- Канада зблизька.(1988)
- Флагман советской печати Украины (1990) и др.

## Награды
- Орден Трудового Красного Знамени
- медали СССР
- заслуженный работник высшей школы Украинской ССР
- Республиканская премия имени Ярослава Галана